# Венгерский, Григорий Сергеевич
Григорий Сергеевич Венгерский (1914—1938) — лейтенант ВВС РККА, участник Гражданской войны в Испании.
Предположительно является прототипом главного героя фильма «Добровольцы» — Славы Уфимцева.

## Биография
Родился в 1914 году в селе Бурминка Новодеревенского района Рязанской области в семье кузнеца.
Трудовой путь начал метростроевцем осенью 1933 года. Работал проходчиком на строительстве московского метрополитена и был награжден Почётным знаком Моссовета.
Одновременно учился на рабфаке при Московском авиационном институте и в Аэроклубе «Метрострой» в подмосковной деревне Малых Вязёма.
В Красной Армии с 1936 года — как выпускник аэроклуба направлен в Оренбургскую военную школу летчиков, затем на курсы усовершенствования командно-летного состава ВВС РККА в Борисоглебском военном летном училище. В должности командира звена лейтенант Венгерский проходил службу во 2-й эскадрилье 56-й истребительной авиационной бригады Киевского особого военного округа.
Через год, в начале июня 1938 года направлен в спецкомандировку в Испанию в составе группы из 34 человек во главе со старшим лейтенантом С. И. Грицевец.
Произвёл 13 боевых вылетов, участвовал в трёх воздушных боях, предположительно, сбил 1 самолет противника.

#### Гибель
18 июля 1938 года совершил несколько вылетов, в одном из боев в районе Сагунто-Валенсия он, по свидетельству испанского летчика командира эскадрильи Антонио Ариаса, сбил один «Фиат», а другой получил повреждения и вышел из боя. Но самолет Венгерского был атакован сразу несколькими истребителями противника. Подбитый самолет Венгерского устремился к земле и исчез за горными гребнями.
«…Тяжело было смириться с мыслью о том, что такой симпатичный, живой, непоседливый парень никогда больше не переступит порог своего дома, не развеселит всех шуткой, не прочтет свои стихи. Поиски Григория Венгерского оказались безрезультатными. Очевидно, он разбился в горах…»
На следующее утро в район недавнего боя вылетал Сергей Грицевец, но попытки обнаружить сбитую машину Венгерского на сильнопересеченной местности, изрезанной острыми хребтами и глубокими ущельями, успехом не увенчались.

#### Сведения о судьбе и захоронении
Согласно справки Наркомата обороны лейтенант Венгерский Г. С., выполняя специальное задание командования, 18 июля 1938 года в бою пропал без вести.
В 1999 году Военное ведомство и Российский государственный военный архив сообщили: «Лейтенант Венгерский Григорий Сергеевич с 10 июня 1937 года находился в Испании в должности командира звена 2-й эскадрильи 56-й истребительной авиабригады. 18 июля 1938 пропал без вести в Испании. Другими сведениями о нем не располагаем».
Согласно данным ОБД «Мемориал» в справке Министерства обороны РФ от 1993 года, Венгерский Г. С. указан как погибший 18 июля 1938 года, место захоронения — Испания.

## В фильме «Добровольцы»
По данным журналиста Владимира Рощупкина Григорий Венгерский стал прототипом главного героя фильма «Добровольцы» Славы Уфимцева — молодого рабочего-метростроевца, без отрыва от производства окончившего аэроклуб, а затем ставшего героем неба Испании. Роль сыграл актер Петр Щербаков.